# Дент, Саймон
Саймон Дент (англ. Simon Dent; род. 1950, Лондон) — британско-немецкий гобоист и музыкальный педагог; солист Берлинского симфонического оркестра и оркестра Баварской государственной оперы, преподаватель Мюнхенской консерватории имени Рихарда Штрауса.

## Биография
Саймон Дент получил музыкальное образование в зальцбургской консерватории «Моцартеум». В 1972 году он получил награду зальцбургского фестиваля «Моцартовские недели» (нем. Mozartwoche). В 1974 году Дент стал солистом Берлинского симфонического оркестра, в 1980 году занял аналогичную должность в оркестре Баварской государственной оперы.
Саймон Дент записал несколько компакт-дисков как солист. Среди его записей концерты для гобоя композиторов барочной и классической эпохи в сопровождении Пфорцхаймского камерного оркестра под управлением Владислава Чарнецкого и Польского камерного оркестра под управлением Войцеха Райского, а также пьесы Роберта Шумана и Бенджамина Бриттена для гобоя соло. Дент также выступал в составе ансамбля «Consortium Classicum». При его участии ансамбль записал цикл дивертисментов Йозефа Гайдна.
Саймон Дент преподавал в Мюнхенской консерватории имени Рихарда Штрауса. Среди его учеников английский рожок Берлинского филармонического оркестра Доминик Волленвебер.
Дочь Саймона Дента — гобоистка Клара Дент (р. 1973).